# Helmstedter Landwehr

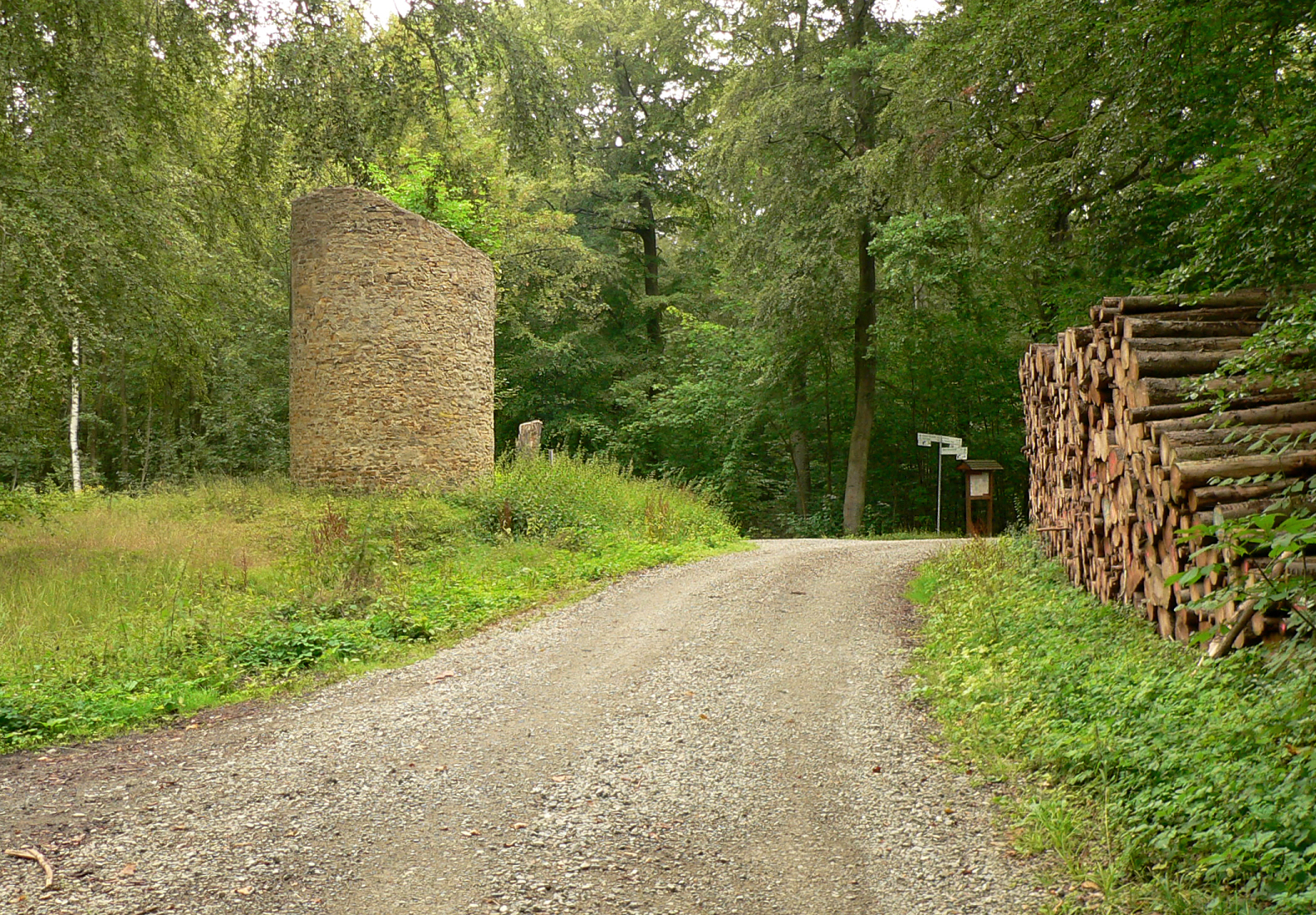
Erste Walbecker Warte der Landwehr im Lappwald

Die Helmstedter Landwehr war eine im Spätmittelalter errichtete Landwehr, die auf einer Länge von fast 8 km durch den Lappwald östlich von Helmstedt verlief. Sie sperrte als Grenzbefestigung die zum Herzogtum Braunschweig gehörende Stadt Helmstedt nach Osten gegen das Erzstift Magdeburg ab.

## Verlauf
Die Landwehr verläuft auf 7,9 km südlich von Helmstedt in Nord-Süd-Richtung und knickt dann winkelförmig nach Nord-Osten in Richtung Walbeck ab. Teilstücke mit Gräben und Wällen sind auf insgesamt 3,8 km vollkommen und auf 1,6 km partiell erhalten. Auf 0,7 km ist der Verlauf noch erkennbar. Die Landwehr befindet sich damals wie heute fast durchgängig im Wald oder am Waldrand. Sie verläuft in Niedersachsen und Sachsen-Anhalt sowie entlang der Grenze zwischen beiden Bundesländern.

## Aufbau

### Warttürme
Die Landwehr verfügte über drei Warttürme, die sich im Lappwald erhalten haben. Dazu zählen die Erste Walbecker Warte und die Zweite Walbecker Warte. Beide Warten sind fast baugleich als Rundtürme ausgeführt und bestehen aus Bruchsteinmauerwerk. Im oberen Bereich befindet sich jeweils eine Öffnung, die der Türeinlass war. Die Türme dürften früher erheblich höher gewesen sein und werden auf 1377 datiert. Die Erste Walbecker Warte ist heute etwa 7 Meter hoch und hat einen Durchmesser von rund 4 Meter bei einer Mauerstärke von einem Meter. Die Zweite Walbecker Warte ist heute etwa 6 Meter hoch und hat einen Durchmesser von rund 3,5 Meter bei einer Mauerstärke von einem Meter. Beide Türme stehen auf einer leichten künstlichen Aufhügelung.
Der dritte und mächtigste Wartturm ist die Magdeburger Warte. Dies ist ein quadratischer Rechteckturm mit einer Seitenlänge von knapp 5 Meter ist. Das Mauerwerk aus Sandstein ist 1,1 Meter stark. Es wird angenommen, dass der Wartturm aus der Mitte des 13. Jahrhunderts stammt. Er ist 1855 auf noch bestehenden Bauresten mit den alten Steinen zu einer Höhe von etwa 10 Meter wiederaufgebaut worden. Heute dient er als Aussichtsturm. Der Turm steht am Südrand des Lappwaldes südöstlich von Helmstedt nahe dem Abzweig der Straße Magdeburger Tor von der in Richtung Magdeburg führenden Bundesstraße 1.

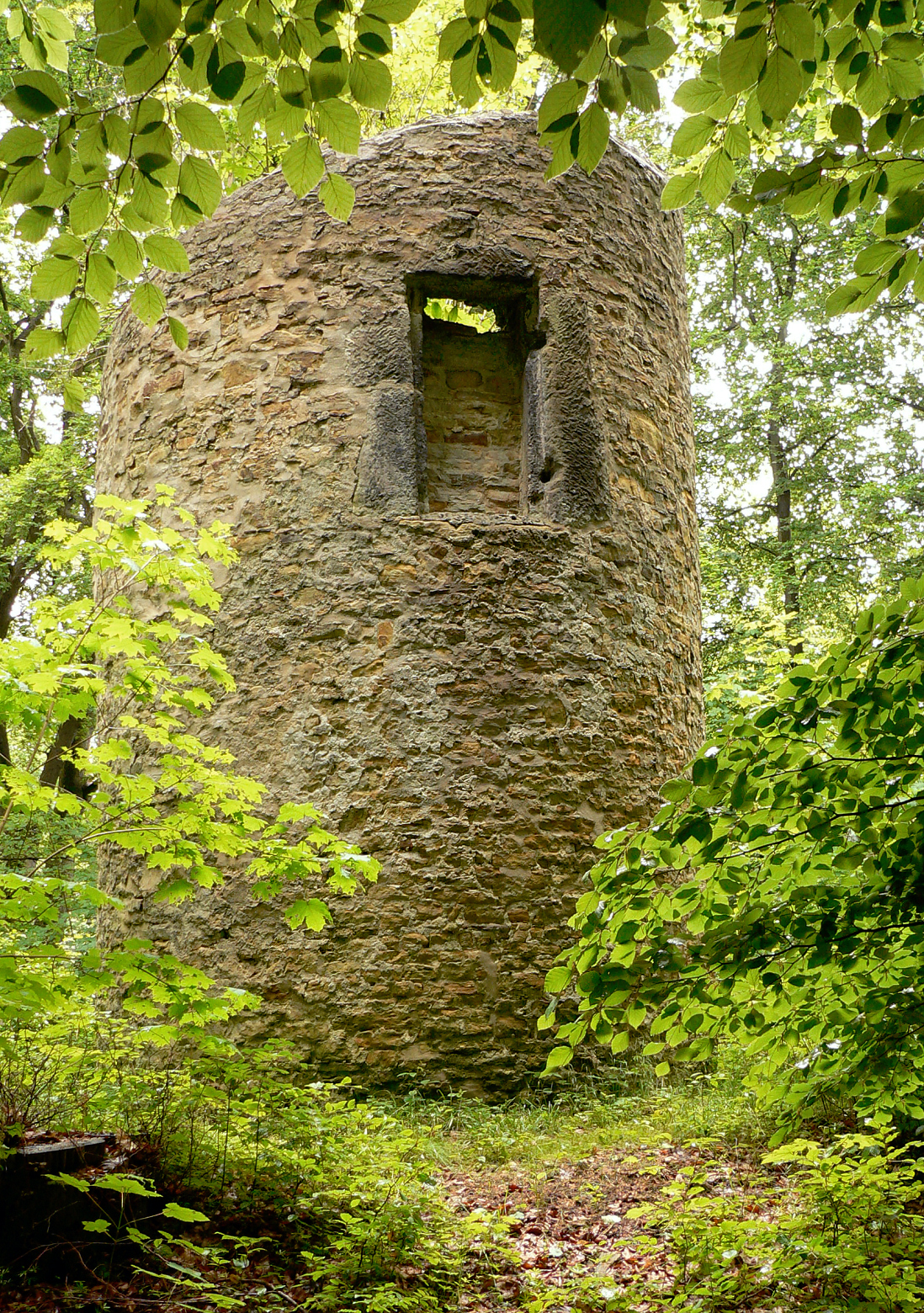
Erste Walbecker Warte mit Türöffnung
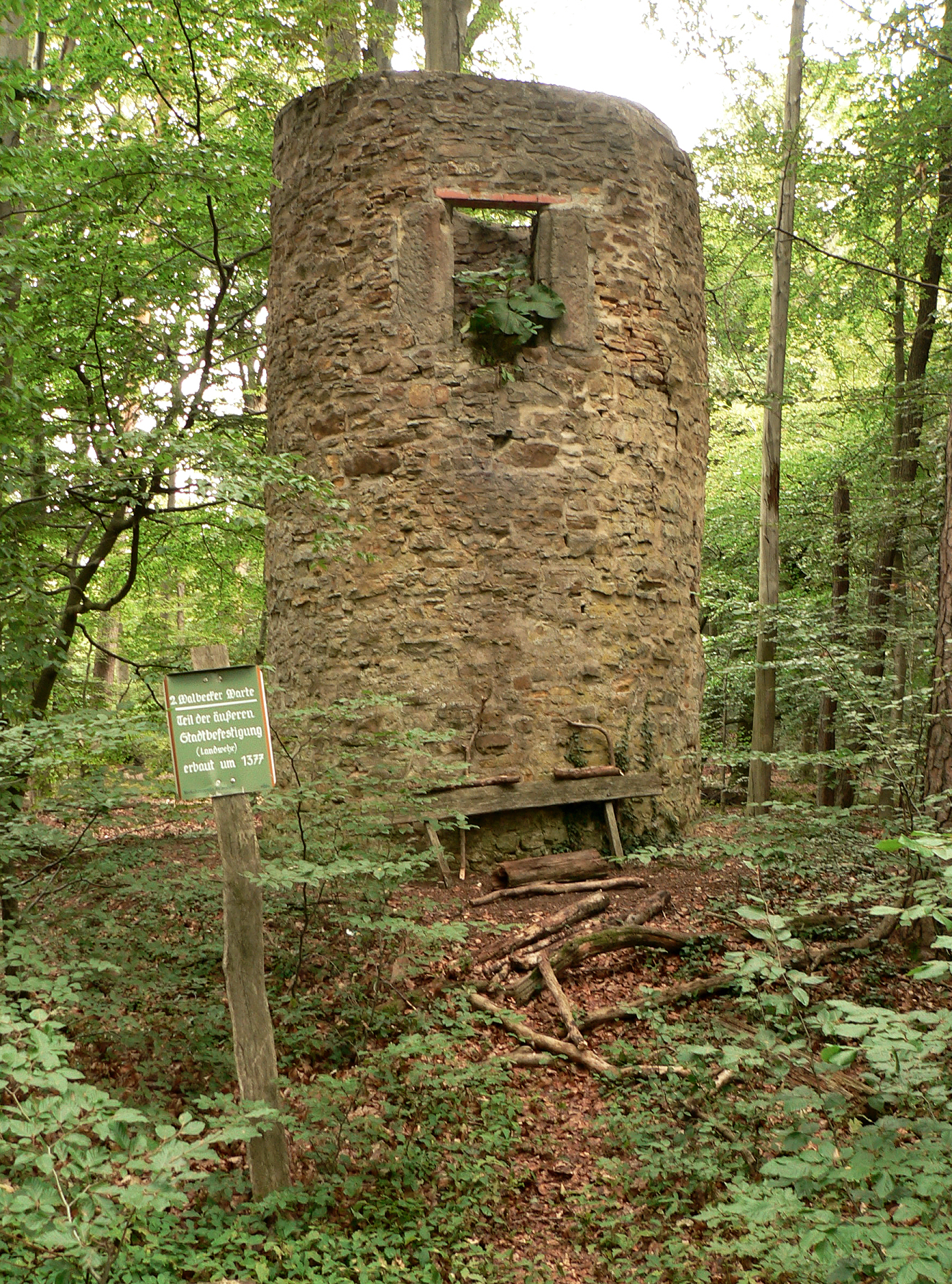
Zweite Walbecker Warte mit Türöffnung
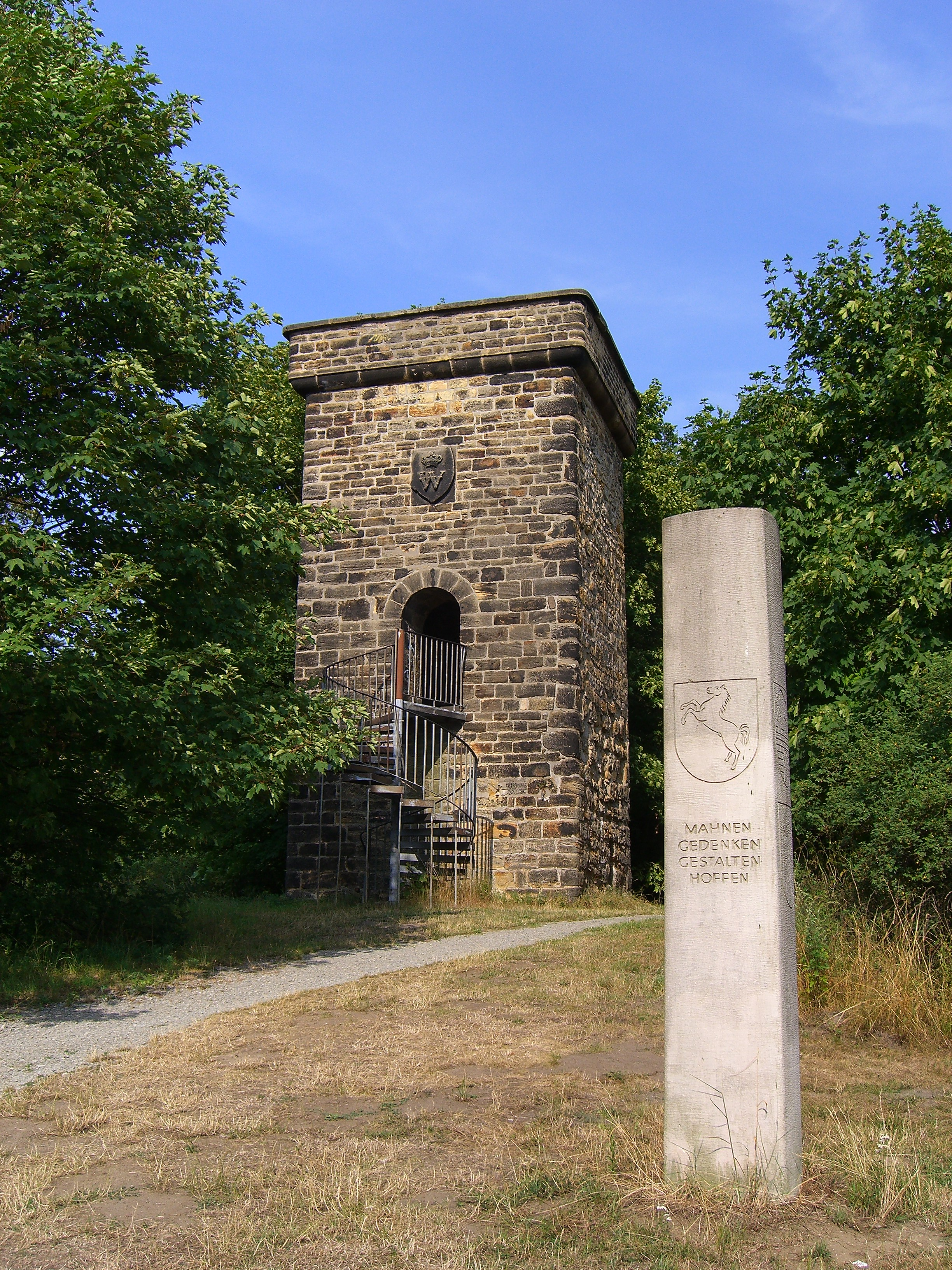
Magdeburger Warte an der Bundesstraße 1

### Graben und Wall

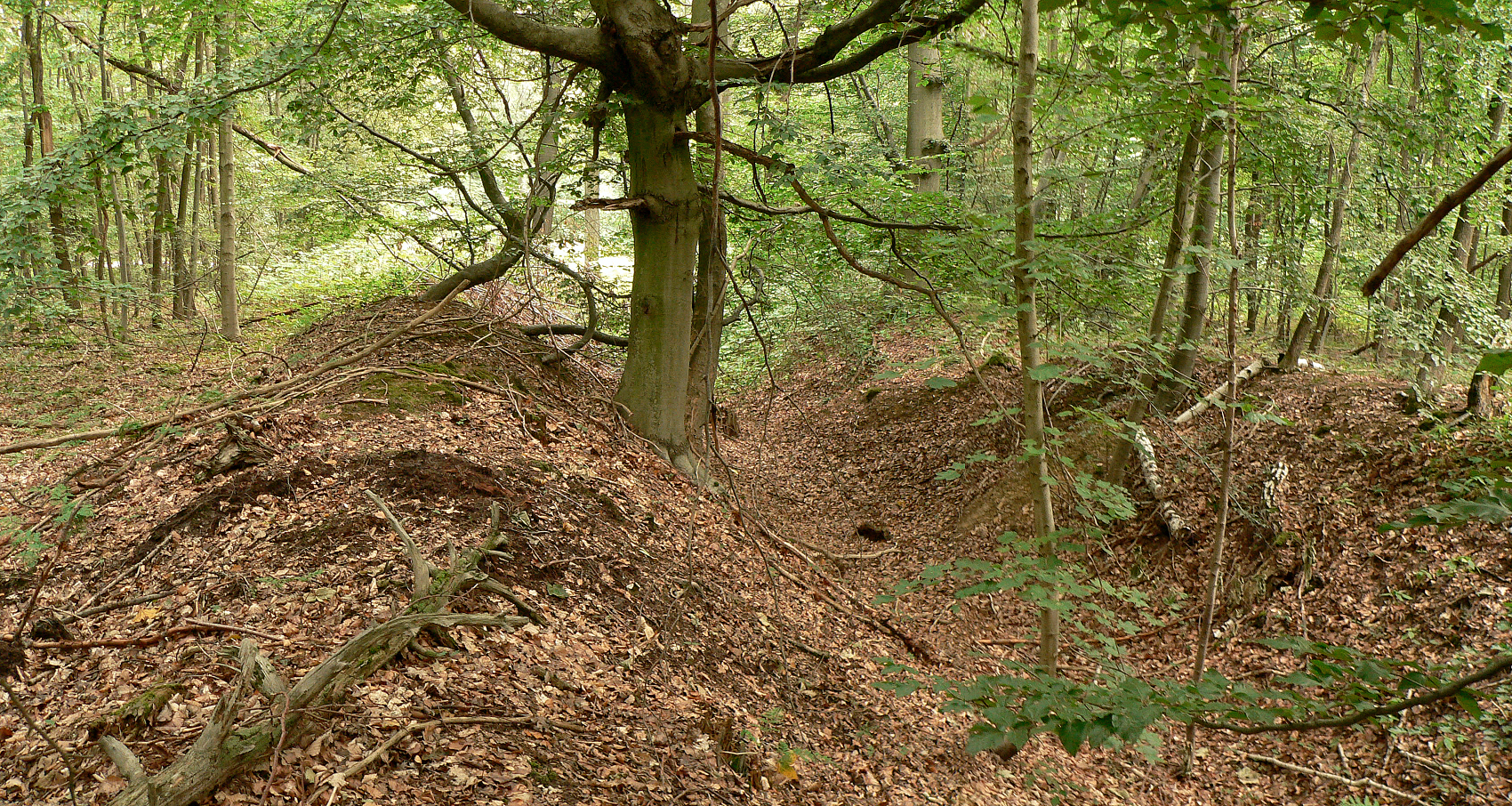
Wall-Graben-System

Bei der Helmstedter Landwehr handelt es sich im Wesentlichen um ein Grabensystem, bei dem der Grabenaushub zum Aufschütten der Wälle genutzt wurde. Das Wall-Graben-System ist unterschiedlich ausgeprägt und an das Gelände mit Hängen, Bächen und sumpfigen Niederungen angepasst worden. Streckenweise besteht ein einfaches Wall-Graben-System mit zwei Wällen und einem dazwischen liegenden Graben sowie einer Hecke am Wallfuß. In anderen Abschnitten besteht ein mehrfach gestaffeltes System durch einen vorgelagerten Nebengraben. An einigen Stellen weitet sich die Landwehr auf bis zu 50 Meter Breite durch ein gestaffeltes System von bis zu fünf Wällen und vier Gräben.
Bei Ausgrabungen 1996 wurde ein Abschnitt untersucht, der aus zwei Wällen und einem dazwischen liegenden Graben besteht. Der Graben wies ursprünglich eine Tiefe von fast 4 Meter auf und von Wallkrone zu Wallkrone war der Landwehrgraben 6,5 Meter breit. Heute ist es noch bis zu 2,3 Meter tief.

## Geschichte
Eine erstmalige schriftliche Erwähnung findet die Landwehr in einer Verordnung des Abtes Gerhard von Werden und Helmstedt aus dem Jahr 1252, als sie noch im Bau war. Aus der Verordnung ergibt sich, dass er der Initiator des Landwehrbaus war. Es wird angenommen, dass er damit sein außerhalb der Helmstedter Stadtbefestigung liegendes Kloster St. Ludgeri schützen wollte. Beteiligt am Landwehrbau war der Braunschweiger Herzog Otto das Kind als Landesherr. Als Aufgabe und Zweck der Landwehr nennt die Verordnung die Bewahrung der Ordnung und den Schutz des Landes. Damit sind die üblichen Funktionen einer Landwehr mit der Wahrung des Landfriedens und der Schutz der Grenzen im Kriegsfall gemeint. Laut der Verordnung des Abtes Gerhard hatten die Helmstedter Bürger für den Erhalt der Landwehr durch Ausräumen des Grabens und Knicken der Hecke zu sorgen. Eine weitere urkundliche Erwähnung findet die Landwehr 1377, als sich die Machtverhältnisse in Helmstedt zugunsten des Rats gewandelt hatten. Später wird die Landwehr 1401 und 1416 nochmals erwähnt. Bei letztmaligen Erwähnung 1491 wird festgestellt, dass die Helmstedter Bürger der Instandhaltung der Landwehr nicht nachgekommen sind, so das zu diesem Zeitpunkt von einem verwahrlosten Zustand der Anlage auszugehen ist. Da die Helmstedter Landwehr im 16. Jahrhundert nicht mehr erwähnt wird und Landwehren ab der Wende zum 16. Jahrhundert allgemein außer Nutzung waren, dürfte sie in dieser Zeit aufgegeben worden sein. Eine Wiederherrichtung der Anlage im Dreißigjährigen Krieg wird als möglich erachtet.
Die Landwehr könnte auch weiteren Zwecken gedient haben, die nicht in den historischen Quellen genannt werden. Dies ist der Schutz der Wasserversorgung von Helmstedt mit ihren Quellen und Teichen zwischen der Stadt und dem Lappwald. Des Weiteren kommt die Landwehr durch ihre Wegesperrungen als Einrichtung der Zollerhebung infrage.
1984 wurde die Landwehr als besonders erhaltenswertes archäologisches Baudenkmal in die Niedersächsische Denkmalkartei als Verzeichnis der Kulturdenkmale aufgenommen.

## Ausgrabung
Beim sechsspurigen Ausbau der Bundesautobahn 2 im Jahr 1996 erfolgte eine Ausgrabung in einem Bereich, in dem die Landwehr durch die Straßenbauarbeiten auf einer Länge von rund 200 Metern zerstört wurde. Es wurden mehrere Profilschnitte durch die Landwehr und einen Wegedurchlass vorgenommen, um den Aufbau zu rekonstruieren.